# 喉頭隆起

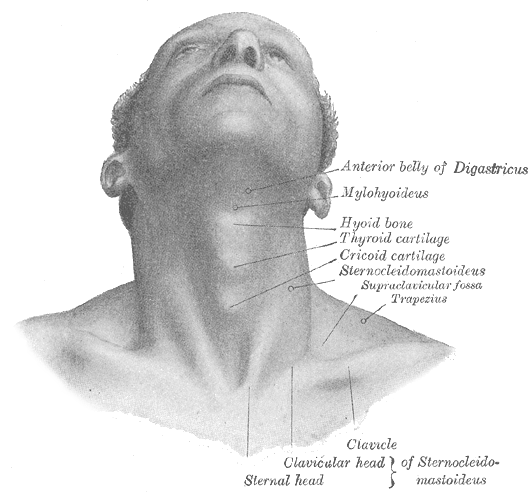
喉頭隆起

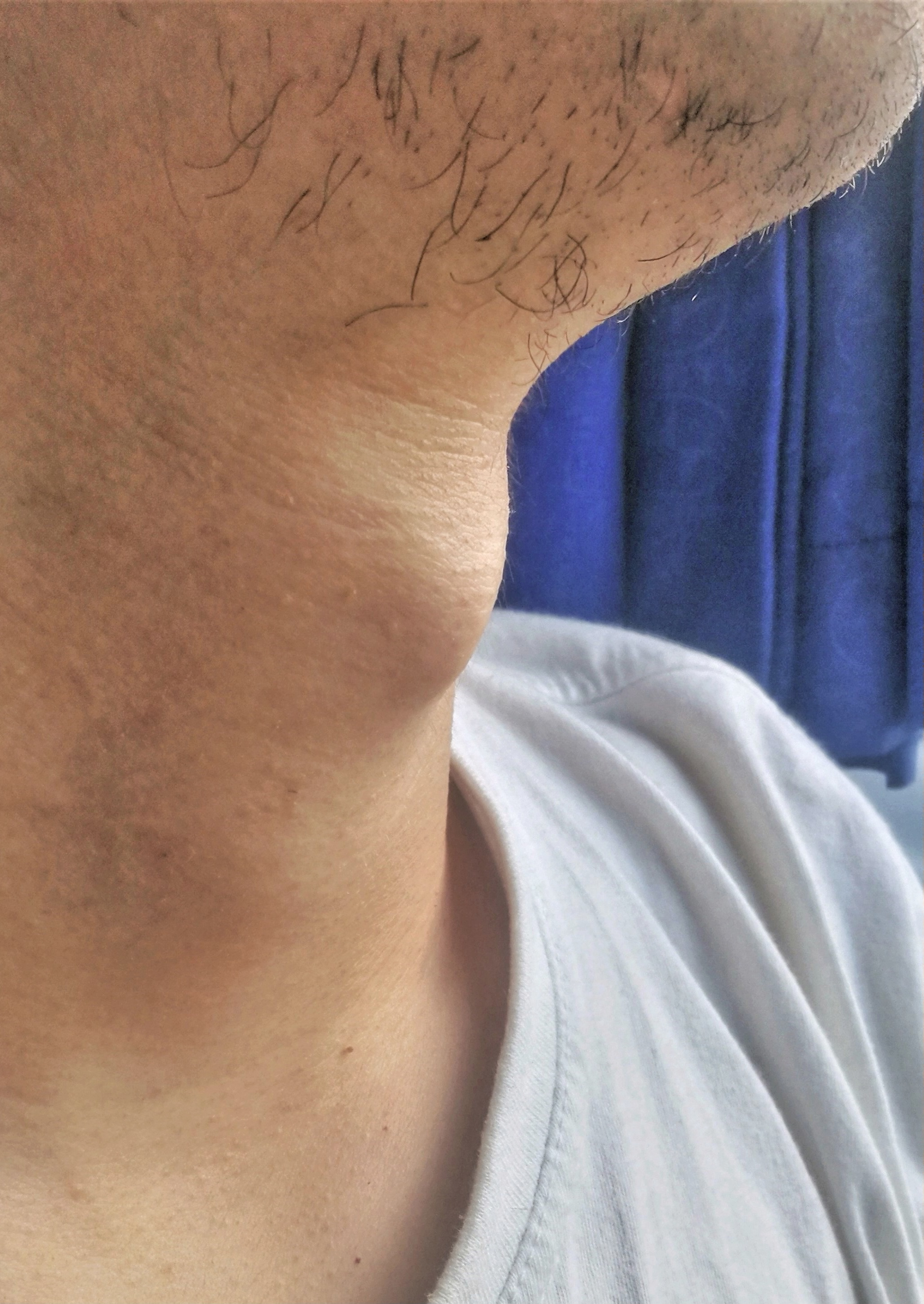
実際に見た二十代男性の喉頭隆起

喉頭隆起（、英: laryngeal prominence）は甲状軟骨の正中最上部にある前方への突出部である。喉仏（）、アダムの林檎（、英: Adam's apple）とも。

## 概要
喉頭隆起は喉頭を構成する大きな軟骨である甲状軟骨の、正中最上部にある前方への突出部である（⇒ #定義）。「喉仏」や「アダムの林檎」など様々な俗称がある（⇒ #呼称）。喉頭隆起の存在は頚部の触診・視診で確認できる（⇒ #特徴）。喉頭隆起は誰にでもあるが、その隆起具合には年齢差と性差がある（⇒ #年齢差と性差）。その存在感から文化的な意味合いもある（⇒ #文化）。

## 定義
喉頭隆起（、英: laryngeal prominence）は甲状軟骨の正中最上部にある前方への突出部である。隆起した領域を指しており、解剖学的境界は無い。

## 呼称
喉頭隆起は様々な別名・俗称で呼ばれる。

### 喉仏
喉仏（）は喉頭隆起の俗称である。

### アダムの林檎
アダムの林檎（、英: Adam's apple）は喉頭隆起の俗称である。
一説には禁断の木の実（林檎）の寓話に由来する。しかし、ユダヤ教・キリスト教・イスラム教の聖書に寓話の記述はなく、実がリンゴとの記述も無い。なお、スペインではnuez（de Adán)（アダムの木の実）と表現する。
別説では誤訳に由来する。アダムのリンゴ（Adam's apple）のヘブライ語の「tappuach ha adam」（人のリンゴ）がラテン語の「pomum Adami」（アダムのリンゴ）に翻訳されてしまい、ヘブライ語のリンゴという言葉は「突き出ている」という言葉に近いため、誤訳が定着した。

## 特徴
喉頭隆起の存在は体表から触覚的に確認できる。また（特に男性で）視覚的にも確認できる。

## 年齢差と性差
喉頭隆起は年齢と性別に関わりなく存在するが、その隆起具合には年齢差と性差がある。
一般的な傾向として、第二次性徴前の少年・少女では隆起が弱く、第二次性徴を迎えると女性はそれなりに隆起し、男性では顕著に隆起する。この性差は軟骨の発達を促進するテストステロンが男性で多く分泌されることを反映している。
また軟骨の成長の仕方にも性差がある。女性の場合、成人になり声帯が成長し軟骨プレートが交わる角度は120度で鈍角なため、突出の小さいまたは目立ちづらいために比較的に喉頭隆起の隆起が小さい形状になる。一方男性の場合、この角度が90度で、喉に突出部ができる事につながっている。
喉頭隆起の成長は第二次性徴期における少年の声変わりの原因である。

## 文化

### 男性のシンボル
文化圏によっては著しい喉頭隆起を男性のシンボルとして捉える。この裏返しとして、トランス女性の喉頭隆起が顕著に目立つ場合に周囲から奇異の目で見られやすい場合がある。

### 火葬と喉仏
喉頭隆起すなわち喉仏の構成要素（例: 軟骨）は火葬の温度に耐えられないため、喉仏は火葬中に消失する。日本で火葬された遺体（遺骨）の一部を「喉仏」と呼ぶことがあるが、これは第二頸椎（軸椎）を指している（軸椎の別名にも「喉仏」がある）。 